# لارانجال (ميناس جيرايس)
لارانجال، ميناس جيرايس هي بلدية في ولاية ميناس جيرايس في المنطقة الجنوبية الشرقية من البرازيل.